# Монте-Сан-Пьетро
Монте-Сан-Пьетро (итал. Monte San Pietro) —  город в Италии, располагается в регионе Эмилия-Романья, подчиняется административному центру Болонья.
Население составляет 10 269 человек (на 2001 г.), плотность населения составляет 137,6 чел./км². Занимает площадь 74,63 км². Почтовый индекс — 40050. Телефонный код — 051.
Покровительницей коммуны почитается Пресвятая Богородица (Beata Vergine Maria del Rosario). Праздник ежегодно празднуется 7 октября.